# Безмен (озеро)
Безмен — озеро в дельте Днепра, расположенное на территории Херсонского района (Херсонская область, Украина). Площадь — 2,5 км². Тип общей минерализации — пресное. Происхождение — пойменное. Группа гидрологического режима — сточное.
Расположено в границах Нижнеднепровского национального природного парка.

## География
Длина — 2,4 км, ширина наибольшая — 1,5 км. Глубина — 2,2 м (в межень). Прозрачность — 0,4–0,6 м. Котловина овальной формы, вытянутая с запада на восток. Северные берега низменные, заболоченные, северный и западный — высокие. Берега озера служат местом отдыха.
Безмен расположено в северной части дельты Днепра. В озеро впадает река Верёвочная. Вытекает река Верёвочная, которая впадает в рукав Днепра Кошевая. Протоками сообщается с озером Белое и рукавом Кошевая. Озеро и протоки Днепра образовывают речные острова. На северном берегу озера расположен пгт Камышаны.
Питание за счёт водообмена с Днепром. Минерализация воды колеблется от 200 до 400 мг/л. Зимой замерзает. Дно устлано слоем ила.

## Природа
Вдоль берегов заросли прибрежно-водной растительности (тростник обыкновенный, осока). Встречаются редкие (краснокнижные) виды растений (рогульник плавающий, сальвиния плавающая).
Безмен — место нереста промысловых видов рыб (лещ, судак); водятся карась, лещ, судак. 